# SGR 1900+14

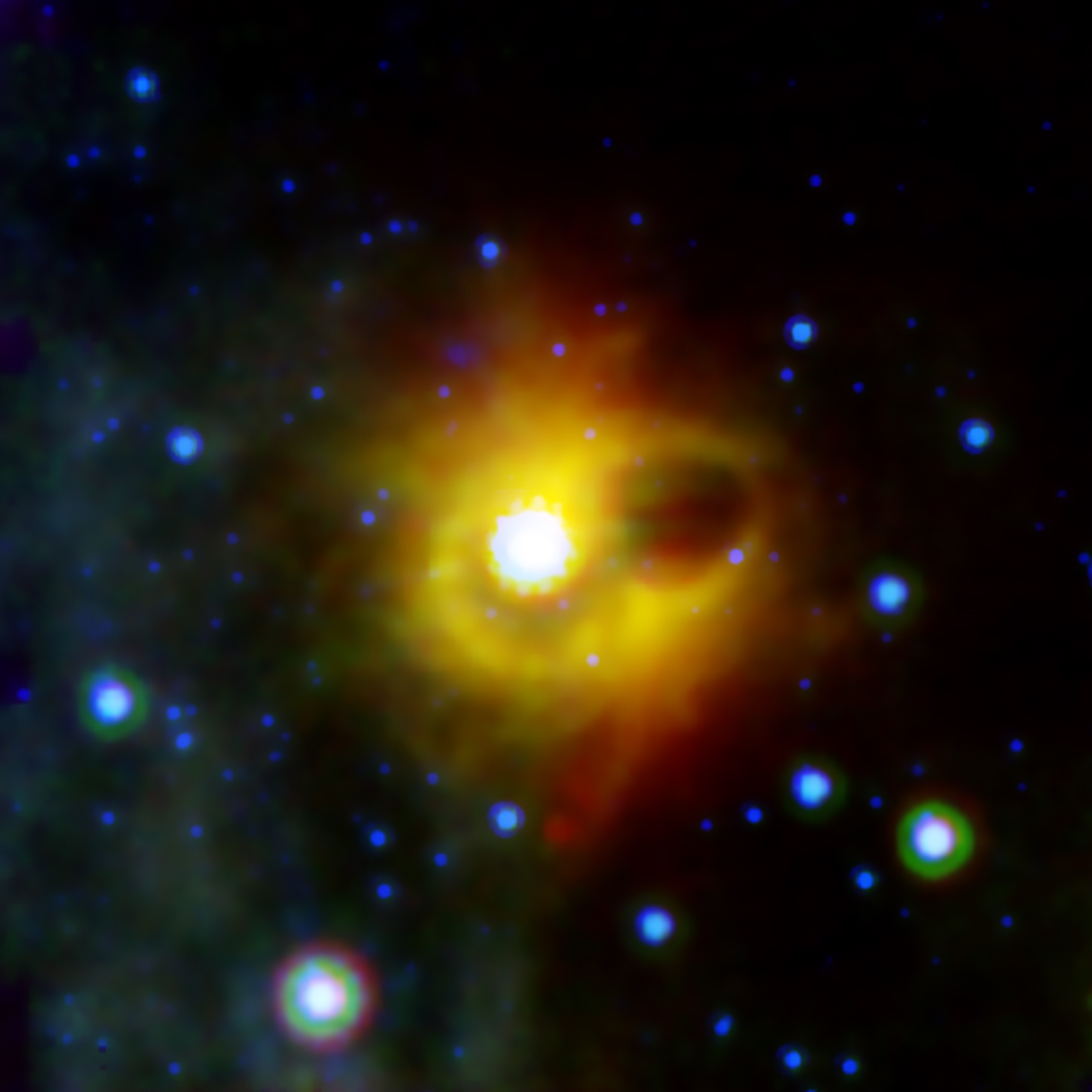
Bild der Umgebung von SGR 1900+14 im Infrarot. Das Objekt selbst ist nicht direkt zu sehen.

SGR 1900+14 ist ein Soft Gamma Repeater, der sich im Sternbild Adler, rund 20.000 Lichtjahre von der Erde entfernt befindet.
Es wird vermutet, dass SGR 1900+14 ein Magnetar ist, der möglicherweise durch eine Supernova vor relativ kurzer Zeit entstanden ist. Am 27. August 1998 wurde ein Gammastrahlenblitz registriert, kurz darauf erschien eine neue Quelle elektromagnetischer Strahlung in dieser Region des Himmels. Das NASA Teleskop Spitzer entdeckte 2005 und 2007 zwei eng beieinander liegende Ringe im infraroten Bereich. Die Ringe messen im Durchmesser ca. 7 Lichtjahre. Die Herkunft bzw. Ursache der Ringe ist momentan nicht bekannt.
Der anfangs erwähnte Gammastrahlenblitz hatte trotz der großen Entfernung von 20.000 Lichtjahren einen wesentlichen Einfluss auf die Erdatmosphäre. Die Atome der Atmosphäre werden üblicherweise durch die Sonne am Tag ionisiert und verlieren diese wieder in der Nacht. Nach dem Blitz hingegen waren sie fast auf dem gleichen Niveau wie am Tag durch die Sonne, auch in der Nacht ionisiert, diesmal durch den Gammastrahlenblitz. Der Rossi X-Ray Timing Explorer, ein Röntgensatellit empfing zu dieser Zeit, obwohl er in eine andere Richtung des Himmels ausgerichtet war, auch dieses Signal.